# Aquarion Logos
《創聖機械天使 LOGOS》（日語：アクエリオンロゴス）是一部日本SF機器人動畫，已於2015年7月至12月播映。

## 概要
本作是繼2005年《創聖機械天使》及2012年《創聖機械天使EVOL》的第三部續作，並且是「創聖大天使系列」的十週年作品。製作於2015年3月發表。
除了動畫製作繼續由SATELIGHT擔任，以及系列原作者河森正治不變外，其他主要製作人員均有變動。
從一開始的『創聖』，至一萬兩千年後的『EVOL』，都為近未來的故事背景，而本作『LOGOS』卻以現代日本真實存在的地區東京都杉並區的阿佐谷為故事背景，其中的設施都是以現實的真實名稱出現。
標題中的「LOGOS」本為希臘文，中文譯為「邏各斯」，「話語」的意思。本次以「文字」作為主軸，文字中蘊藏意涵，藉此展開「創聲部」部員們面對世界危機的故事。
第一話包含放送了創聖系列OVA作《創聖機械天使EVOL》的一小時合體特別篇。

## 故事簡介
曾經，人們的聲音是傳達萬物真理的時代。但某項發明將人類歷史迎來另一大轉變。
「文字」——這種極為優良的傳達方式很快就普及了，於是「LOGOSWORLD」就在聲音與真理中誕生了，數千年過後——文明的發達使得LOGOSWORLD過度增長化，而引起文字的暴走。
能與其對抗之力名為「創聲力」，將這真理之力引導並運用的正是創聲部的年輕人們。
住在阿佐谷的少年『灰吹 陽』，遭遇到文字的暴走之際，在未波及並造成現實世界的混亂及危機之前，發出命運之聲。
「吶喊吧! 創聲合體」...
能鎮住LOGOSWORLD的唯一存在，「Aquarion」就因此誕生，文字的巡禮暨全新神話的一頁在此開幕。

## 登場角色

### DEAVA
灰吹陽（聲：島崎信長、半場友惠（幼年時期））
居於阿佐谷的少年。沉默寡言。成長於書法世家，不但寫得一手好字，亦有很深的漢字造詣。
在世界遭遇危機之際，自稱救世主。擁有極高的創聲力，能驅動「DEAVA」所保管的「VECTOR 1」。
與舞亞共同對戰駕駛著Aquarion「傷」的總，卻因對方說出『救世主若沒有世界的敵人出現的話根本不需要有存在的價值』這句話動搖了心，最後因此而敗。
卻因其動搖的心，誕生出M.J.B.K「敵」，並且在其自身過度執著敵之下暴走並召喚了暴動的餓號機，最後在舞亞的阻止及未知的求救聲之下恢復正常。
現正被餓號機逐漸侵蝕其生存概念中。
23話在對戰M.J.B.K「電」卻遭到電擊之時，過去消失的記憶全然恢復，並記憶起為了成為救世主的真正原因在於當時與年幼的舞亞所做的約定，並從先前土聞的死及舞亞的別離導致的哀傷中回復正常，再次下定決心拯救舞亞。
最後與舞亞正式成為戀人。
月銀舞亞（聲：佐倉綾音）
世界级IT企業「NESTA」所屬，執行特別任務的少女。駕駛「VECTOR 2」。
自幼生活在封閉管理的環境，造成她除了能完美執行任務外，生活方面的相關常識極為糟糕。與同事的總為青梅竹馬，但沒有把孩子氣的他當成異性看待。
在NESTA的命令之下，與總出擊執行任務，卻遭遇到駕駛VECTOR 1的陽，被強迫解除合體，後被DEAVA俘虜。
兑换给系统曾乘亂之際逃離DEAVA，駕駛VECTOR 2回NESTA，卻在傳送之門前被拒絕，而且被莊嚴命令留在DEAVA監視陽的一舉一動。
潛入DEAVA之間還因其糟糕的生活常識鬧出不少的笑話。
對陽的感情從當初的任務監視對象到後來共同作戰之下萌生愛戀的情感，直到陽在總與M.J.B.K「離」攻擊之下產生危機之時，駕駛著VECTOR 2來幫助他並同時說出“我想跟你合體”的告白詞。
在打倒莊嚴後曾經一度內心精神支柱崩潰，盲目地在NESTA塔周圍追尋莊嚴的背影，直到在M.J.B.K「死」影響之下與莊嚴的靈體再會後終得解脫。
因擔心陽的情況而偷偷潛入NESTA總公司尋找解決方法，卻被NESTA跟總抓住，進而得知她其實是總當初施展創聲力之時，與NESTA部分靈魂所產生的結晶-創聲人偶。
為了讓陽遠離餓號機的概念侵蝕，選擇駕駛VECTOR 2與Aquarion「傷」合體成Aquarion「裂傷」並讓NESTA的靈魂佔據身體，同時要求陽將她與Aquarion「裂傷」一起打爆，但陽卻下不了手。
後在總不人道的手段之下，恢復了當年的記憶，想起當年真正與她做出約定的那個人，其實就是年幼的陽，使她想回到陽的身邊。
最後在毫無目標的陽面前告白，兩人正式成為戀人。
綺聲神心音（聲：千菅春香）
「VECTOR 3」的駕駛者。擁有頂級歌唱實力的少女。但本人意願來說，比起歌唱她更喜歡演戲。老家為阿佐谷中具有歷史的神社。
性格上有些軟弱害羞不太堅強，但在創聲部如同偶像般的存在而且粉絲眾多，創聲部的女性成員之中為具備正常常識者。
從因童年之時，婉拒了要好的男孩夥伴們的告白，並無心地說出『告別』二字，偶然情況之下其中一個男孩因交通意外過世。
他的家人把死因歸咎於心音無意間的話語，造成心音在內心自責及外界譴責之下精神受到極端苦痛，因此導致她在後來不敢將自身內心的想法說出，害怕因自身說出的話語傷害到他人。
於22話時正式向陽告白，但也知陽心中的對象為舞亞。
最後決定出國留學，增進自己的見識。
空篠翼人（聲：梅原裕一郎）
「VECTOR 5」的駕駛者。性情冷酷，以政治家為目標的大學生，重視理論的理論派，能言善辩。
外表看似一派正經的類型，卻自爆料出極度愛好學校泳裝（スクール水着）。
因受到已過世的父親影響，才會立志當上政治家，對於在多人場所卻反而無法正常演講相當地苦惱。加入創聲部的目的在於利用創聲力於政治活動，相對地，對於殲滅M.J.B.K的威脅極為重視。
因為不喜歡說謊的情況下，卻反而催生出M.J.B.K「噓」。
第23話以不作虛偽修飾的演說成功說服及打動民眾的心，自願幫助DEAVA渡過難關。
本打算替已過世的土聞建造銅像，卻被其他成員否決。
最後受到小早川議員的邀請，成為他的秘書。
土聞努蟲（聲：淺井孝行）
駕駛「VECTOR 4」的少年。看似昭和時代的不良少年，性格上卻很爽朗，同時也是製造氣氛的開心果。
最初以搞笑藝人為目標，並以網路動畫為其活動的中心圈。
卻意外性般與翔子成為情侶。
因為保護翔子而被創聲之書控制的日本政府特種部隊重傷，後為了讓翔子不再哭泣並恢復笑容而抱傷駕駛VECTOR 4出擊，卻導致使勁全力後而亡。
死前為了讓翔子恢復笑容將所殘存的創聲力全部保留在肆號機的駕駛艙內，以便成為翔子的力量。
在死前的最後心願就是與翔子正式地約會。
海凪花嵐（聲：小澤亞李）
擁有兩面的少女，表面乖巧可愛，但內裡毒舌。「VECTOR 6」的駕駛者。
一開始為了母親的夢想，而將自己想當聲優的夢想隱藏起來，直到被陽給點破之後，才正視自己的願望。
自從被翼人從火海中救出後，開始稱翼人為「大哥哥」。
最後與天箱舟在聲優選舉中成功被獲選。
粗朶櫻子（聲：白石涼子）
DEAVA的女總司令。擁有強大的創聲力。平常以位在阿佐谷的SHIROBACO店長為隱藏身分。
曾經差點地震而面臨死亡的絕境，卻因為先所發的求救訊息在網路布告欄中被當時的莊嚴得知後，前來救援後獲救，心存感激之下成為莊嚴的秘書。
因聽到翔子的身分為岩上官房長官的女兒而驚訝。
最後成為NESTA的新任社長。
岩上笑子/ 翔子（聲：中野彩麻）
DEAVA的女操作員兼「創聲部」經紀人。SHIROBACO的女服務員，實際上隱瞞自己為官房長官的女兒的身分。
原本期待著自身擁有創聲力，卻後來在檢查之下得知並非擁有創聲力的特殊體質。
原先只是答應土聞成為比賽的臨時搭檔，後卻演變成為了土聞的女友。
於21話結尾時因親眼看到土聞的死而崩潰落淚。
在22話因為SHIROBACO被日本政府攻陷後，在土聞駕駛的肆號機中看到生前的留言後，為了與父親岩上官房長官見面而暴露出自己的身分。
後得知其實她擁有著能吸收文字力量並占為己有的名為「零」的創聲力，並繼承已過世的土聞的遺志駕駛肆號機出擊。
後成為SHIROBACO的代理店長。
吉打健人（聲：：中林俊史）
DEAVA副官。SHIROBACO的服務員。本來是日本政府的人，現偏向幫助DEAVA。
後帶被創聲之書的特種部隊進入司令室逮捕DEAVA人員，卻在話中暗示櫻子告知日本政府已被控制。
因聽到翔子的身分為岩上官房長官的女兒而驚訝。
後在櫻子成為NESTA的社長之時，成為她的秘書。

### NESTA
劍嵜莊嚴（聲：中田讓治，壯年期：楠大典）
世界级IT企業「NESTA」的總裁，曾經是語言學家。
對於世界過度氾濫的那些無意義的文字深感厭惡，於是將從遺跡中挖掘出來的『創聲之書』以及配合為其開發的病毒注射劑，把文字轉化成M.J.B.K文字妖怪，目的在於將現世界的文字概念給予抹除，然後由NESTA創造及管理全新的世界。
在第15話確定已過世了。而且因M.J.B.K「死」的影響下他的靈魂體出現在舞亞的面前。
在16話總的回憶之中得知，他在LOGOSWORLD之時用盡最後的力量將總送出，並隨著崩塌的瓦礫而消失於LOGOSWORLD。
劍嵜總（聲：安達勇人，童年期：川端栞）
於「NESTA」內與舞亞同屬同一個部門的青年。「VECTOR 0」的駕駛者。
擁有優秀的才能，打從心底一直認為自己是凌駕於世人之上所謂的「被創聲力所選上之人」，為了這個目的即使犧牲他人也在所不惜。
與成熟大人的外表相反的是其行為相當幼稚。
一直以來期望莊嚴能夠認同他，卻得不到莊嚴的認同，後來在莊嚴生前所寫的信中才得知，他其實對他寄予期望，而冷酷的對待都只是為了刺激他，讓他能激發出強大的力量。
自認為的對於舞亞有著強烈好感，卻後面被舞亞戳破其實他只是把舞亞代入「他所愛上的那個人（其實是鏡中倒映出來的自身）」。
在16話得知其並非莊嚴的親身兒子，而是本身父母過世後成為孤兒之時由莊嚴收養的養子。
自從生還之後性格大變，變得既冷靜又喜歡挑畔他人，並且因其身融合與創聲之書相同的力量，可自行透過創聲力創造M.J.B.K。
已從現任總裁中奪回NESTA的持有權，成為NESTA新任總裁及董事長。
現對舞亞的態度已非當初那樣溫和而是變為冷淡，甚至對她說出「妳只是個人偶」這種侮辱的話語，但實際上他還是無法割捨這段感情。
最後在與陽打完架之後，代替陽成為新生的LOGOS WORLD的構築者。
林晉太郎（聲：近藤孝行）
NESTA創聲力研究所所長，像是「Vecter Machine」和「M.J.B.K」病毒注射劑皆由此人所開發的。
在莊嚴過世後，在其妹真央的墳墓前將莊嚴生前所寫的信及內容真相傳達給從LOGOSWORLD生存下來的總。
最後被逮捕，並在監獄裡將這一切寫成小說。
林真央（聲：井上麻里奈）
NESTA初創之時的女總裁，林晉太郎之妹，已故之人。
當初她在與莊嚴共同成立NESTA之時，對於「真理的世界」相當地認同，並認為能夠密切地與它加速交流跟「被創聲力所選上之人」關係密不可分，而莊嚴對此存在著反對的意見。
後來與莊嚴互相吸引之下結婚，並收養了已是孤兒的總，認為他就是那個「被創聲力所選上之人」，願意為了照顧及養育他，放棄擁有與莊嚴的孩子。
在莊嚴與兄長晉太郎出國挖掘遺跡之時，留下來經營NESTA並養育未成年的總。卻因網路國營化的失敗之下遭到網路誹謗及撻伐，造成她的壓力逐漸增加，莊嚴來自國外的信件是支撐著她堅強的力量。後在記者的糾纏之下意外出車禍而亡。而當她的死訊被莊嚴得知後，讓莊嚴當下絕望憎恨並決定毀滅掉文字文明的存在。
NESTA（聲：清水理沙）
與NESTA企業同名的神祕女性。其存在目前只有總跟舞亞能看到。
她的真正身分則是一萬二千年前文字戰爭中駕駛Aquarion Logos的駕駛員之一，而現在只剩下魂魄的存在而已。
當初總在莊嚴的幫助之下生存下來之時，就與他接觸了並將他送進凍結時間的空間內使他的創聲力短時間經過鍛鍊並高度地提升。
當初在被關入監獄時，收到準備被處刑的桐生親筆所寫的書信，卻因不懂文字而聽信獄卒的胡言亂語，造成誤會並且扭曲性格，誓言要破壞文字文明。
最後在消失前，才從由創聲之書轉換的桐生魂體中得知書信的真實內容。

### 創聲部成員的家人
灰吹興之助（聲：辻親八）
陽的養父，是位書法家，並且在自家開書法教室，教導附近的孩子學習書法。
收養當時被洗腦過的年幼的陽，並教導他「既然要成為救世主，就不應該只是說而是做」這個道理。
灰吹靜（聲：蓬萊照子）
陽的養母，對於來到家中的舞亞表示歡迎，並告知陽自幼開始不自覺地說出自己是救世主。
海凪蘭子（聲：玉川砂記子）
花嵐的母親，因自身的夢想是當偶像，但在成為偶像的過程中遇到挫折而放棄，於是把這個夢想加諸於花嵐身上，卻忽略花嵐本身的感受，直到得知花嵐真正的心聲，才將這個夢想放下。
現全力地支持花嵐走上聲優的道路。
土聞地之助（聲：駒谷昌男）
努虫的兄長，同時也是個單口相聲演員，自幼開始就被以『天才』的這種榮譽高度地肯定，也造就後來努虫對於落語方面的叛逆。

### 其他登場人物
波多野伸二（聲：佐藤健輔）
改革黨的青年實力派議員，也是翼人的監護人。
赤坂義則（聲：堀越富三郎）
原內閣閣員。
遙香婆婆（聲：真山亞子）
在動畫網站中對於努虫的表演少數給予高評價的女粉絲。在努虫的腦中妄想為有著可愛聲音的年輕女孩（聲：宇山玲加）。
人君（聲：熊井統子）
出現在櫻子面前的人型M.J.B.K，把被他第一眼看見的櫻子當作母親看待。
後因拯救火海中被困的櫻子，而獨自冒著險進入，在最後拯救完櫻子之時，因耗盡全力而亡，並在櫻子的感謝中消逝。
曾在M.J.B.K「死」的影響下，短暫地出現靈魂體。
天箱舟（聲：潘惠美）
花嵐的同班同學。
因為不擅長說謊的正直個性，又加上極為介意他人對她的看法之下，造成她對周遭的人逐漸疏離。
小早川正次（聲：加藤塁斗）
年輕氣盛的新進議員。
作為大學的辯論大會特別來賓，因所說對於平等的演講深植觀眾的心，但被翼人認為其過於虛偽甚至說謊而持反論。
在23話之時救出被逮捕的翼人與花嵐之時，告訴翼人「有時說點謊話也是幫助他人的方式」這種道理。

## 登場機體
本作比起前作的最大改變在於Vector Machine由原先三架增至成七架,合體兩架Vector即可行（原本的三架模式亦可），以及機組合體成Aquarion後不再以英文發音為名，改以日本漢字為名。

### Vector Machine
目前存在的Vector，共七架機組，以「創聲力」為動力源。當初由NESTA所開發的，不明原因之下，其中五架現由DEAVA所接收並且使用，後擄獲貳號機為DEAVA所用，在第17話得知7架機組全為參考古代文書所製造的，並且DEAVA手上存留著一架自遺跡挖掘出的最後機體“Vector餓號機”。
- Vector壹號機 （Vector 1）

創聲力為“天”
由灰吹 陽駕駛的紅色Vector Machine（本來應由心音駕駛的）。用途廣泛的泛用型。外觀設計如同箭形一般的高直進性三角翼機體。陽個人稱其為"救世號"（遭到除了心音以外的其他成員吐槽）。後在Aquariong「傷」的無限總灰劍攻擊之下而損毀。
- 合體必殺技:「天空永龍王音」

- Vector貳號機 （Vector 2）

創聲力為“永”
由月銀 舞亞駕駛的紫色Vector Machine。在能量上比較出眾，擅長制空方面。外觀設計為有雙機首及圓盤形狀尾翼的雙機身機體。
- 合體必殺技:「天空永龍王音」

- Vector參號機 （Vector 3）

創聲力為“音”
由綺聲神 心音駕駛的白色Vector Machine。擅長擾亂敵軍和後方支援。外觀設計為圓環狀的橫長型機體。
- 合體必殺技:「天空永龍王音」

- Vector肆號機 （Vector 4）

創聲力為“龍”
由土聞 努蟲 / 岩上 笑子駕駛的黃色Vector Machine。強攻型，適合一擊脫離的作戰方式。外觀設計像箭尾一般的平尖形狀並擁有細小主翼的全翼機機體。
- 合體必殺技:「天空永龍王音」

- Vector伍號機 （Vector 5）

創聲力為“空”
由空篠 翼人駕駛的青色Vector Machine。高速機動型，在敏捷方面是最優秀的。外觀設計為可將雙翼伸展的飛行機機體。
- 合體必殺技:「天空永龍王音」

- Vector陸號機 （Vector 6）

創聲力為“王”
由海凪 花嵐駕駛的粉色Vector Machine。伏擊型，而且在索敵行動方面也很出色。外觀設計與貳號機同樣為雙機首，卻帶有點圓形感，類似心型的半雙機身機體。
- 合體必殺技:「天空永龍王音」

- Vector零號機 （Vector 0）

由劍嵜 總駕駛的黑色Vector Machine。在初期出場戰鬥中受到損傷故障，後經改良之後又因各部份附加赤紅銳利之刃呈現出新的樣貌，另外追加了可與M.J.B.K合體的機能。
- Vector漆號機 / 強攻型Vector 無人機α （Vector 7 / Vector Droneα）

由NESTA新開發的無人機型，其由劍嵜 總用自身的創聲力控制。
- Vector捌號機 / 強攻型Vector 無人機β （Vector 8 / Vector Droneβ）

由NESTA新開發的另外一架無人機型，為了組合成Aquarion「語靈」而開發的機型。
- Vector餓號機 （Vector 餓）
聲：大友龍三郎

由灰吹 陽新駕駛的Vector Machine。全身與Vector 1相同顏色，並有著令人印象深刻的黑色線條。自古代文明遺跡中挖掘出來的機體殘骸，有“神話的破壞者”別稱。

### Aquarion
於本作中的Aquarion合體型態，並非單純的機人型態而已，其中包含著動物型態的出現。
合體之時，由負責合體的Vector駕駛員喊出“創聲合體 ◯◯吧!”，其他駕駛員全員回應“Aquarion”。

#### 二機合體
- Aquarion「煌」

合體之時的發聲為「吶喊」
由 Vector 1 （上半身）和 Vector 2 （下半身）合體而成，是Aquarion所有合體型態中穩定性最高的型態，有著近似人的形態，擁有能應對任何文字異常事態的力量。
必殺技為“無限拳”，創聖系列的著名絕技，此作的拳字以漢字來發音。【灰吹 陽的（陽）字+月銀 舞亜的（銀）字，取各半邊形成（限）字，再以（舞）字變異為（無）字，再將M.J.B.K「卷」的（卷）字下半以（手）字替換，形成（拳）字】、“煬無限拳”【灰吹 陽的（灰）字下半+（陽）字右半而形成（煬）字，放置於無限拳之上】
- 相關文字:「明」、「月結」、「景」、「合」

- Aquarion「罰」

由 Vector 0（上半身）和 Vector 2 （下半身）合體而成。主任務為負責觀測及守護M.J.B.K。此型態為在粗朶櫻子在奪走Aquarion後將面對Aquarion戰鬥所預設的。自第一話因陽的創聲力下解除合體後沒再登場。
- Aquarion「凜」

合體之時的發聲為「盛開」
由 Vector 6 （上半身）和 Vector 1 / Vector 餓 （下半部）合體而成，令人聯想到優雅的芭蕾舞者的合體形態，正是花嵐夢想中形象的具現化產物。如同起舞一般地玩弄著文字妖怪。
- 相關文字:「儚」

- Aquarion「迅」

合體之時的發聲為「疾馳」
由 Vector 5 （上半身）和 Vector 4 （下半身）合體而成。憑藉具有優秀機動性的高速戰鬥形態，活用其速度擔任文字妖怪空間的哨戒任務。作為物理兵裝，裝備有翼迴旋鏢。
- Aquarion「罪」

合體之時的發聲為「舞動」
由 Vector 2（上半身）和 Vector 1 （下半身）合體而成。此為舞亜因陽受傷而心懷罪惡意識之下，所誕生的型態。
必殺技為“陽焱舞”【灰吹 陽的（陽）字，M.J.B.K「炎」的（炎）字+灰吹 陽的（灰）字下半而形成（焱）字，月銀 舞亜的（舞）字】
- Aquarion「龍」

合體之時的發聲為「貫穿」
由 Vector 4 （腹）和 Vector 5 （頭、胸及翅膀）合體而成。努虫將隱藏在如同自身名字（虫）字裡沉睡的（龍）之力覺醒誕生，凌駕於Aquarion「迅」的超高速型態。型態外觀如同蜻蜓般。
- 相關文字:「虹」

- Aquarion「聖」

合體之時的發聲為「傳達」
由 Vector 3 （下半身）和 Vector 1 （上半身）合體而成。有著兔子一般的外形。具有動態聲吶機能的耳朵與心音的優秀音感融合，發揮出超乎想像的力量。
- 相關文字:「言」

- Aquarion「凱」

合體之時的發聲為「飛翔」
由 Vector 5 （上半身）和 Vector 6 （下半身）合體而成。具空中的機動性及優異斬擊力的高速格鬥型態。這個型態為翼人心中所想嚮往的天空之獅（獅鷲）。
必殺技為“風凪ノ翼”【空篠 翼人的（翼）字，海凪 花嵐的（凪）字和（嵐）字下半部的（風）字】
- Aquarion「傷」

由 Vector 0 （上半身）和 強攻型Vector 無人機α （下半身）合體而成。具有強大的創聲力，由總獨自一人駕駛也能發揮令人恐懼的潛力。臉部的損傷則是將總所承受的心之「傷」給予具現化。
必殺技為“無限総灰剣”【奪取來自無限拳的（無）字和（限）字，及灰吹 陽的（灰）字，最後加上剣嵜 総的（剣）字和（総）字】、“総月剣”
- Aquarion「燦」

合體之時的發聲與「煌」同為「吶喊」
由 Vector 餓 （上半身）和 Vector 2 （下半身）合體而成。變形模式如同Aquarion「煌」般。一萬兩千年前強大的力量，別名為“神話的破壞者”的餓號機之力在此復活。
必殺技為“救世無限拳”【灰吹 陽自身想法所產生的（求）字+M.J.B.K「敵」的右半而形成（救）字，加上（世）字，組合成（救世）二字，然後放置於無限拳之前】、“陽拳”

#### 三機合體
- Aquarion「惡」【月銀 舞亜的（亜）字+綺声神 心音的（心）字，上下堆疊而成（惡）字】

曾登場於第4話。因心音被M.J.B.K「戀」控制，而進行強制性的合體，外觀如同夾娃娃機般的模樣，由 Vector 3 夾住 Aquarion「煌」行動。
- Aquarion「飛天」[4]

合體之時的發聲為「閃耀」
由 Aquarion「煌」和 Vector 3（胸）合體而成，本作初次（正規性）成功的三機合體，外觀如同天使般，但創聲力比起一般合體更具異常消耗，而且合體之時，Aquarion「煌」的頭部由雙眼變化為單眼。
必殺技為“月陽恋歌”【月銀 舞亜的（月）字，灰吹 陽的（陽）字，綺声神 心音自身想法所產生的（戀）字，以及綺声神 心音的（綺）字取其右下半上下堆疊形成（哥）字再加上（欠）字而成（歌）字】
- Aquarion「鳳凰」[5]

合體之時的發聲為「響徹」
由 Vector 4（頭及身）和 Vector 5（雙翼）和 Vector 1 / Vector 餓（尾）合體而成，充滿男子漢熱情的不死鳥型態。
必殺技為“男火魂”【空篠 翼人的（翼）字+土聞 努虫的（努）字，各取中間及下半形成（男）字，加上灰吹 陽的（灰）字下半部的（火）字，最後加上（魂）字】
- 相關文字:「笑照」

- Aquarion「裂傷」

由 Vector 0（上半身）和 Vector 2（背包）和 強攻型Vector 無人機α （下半身）合體而成，舞亜所被撕裂的感情及決心而成的充滿悲劇般三機合體，其潛力凌駕於Aquarion「燦」的合體型態，其背上的披風散發著黑色的氣場光芒。另外型態外觀會讓人聯想到「黑騎士」。

#### 四機合體
- Aquarion「語靈」[6]

合體之時的發聲為「贊頌」
由 Vector 0（上半身）、Vector 2 （戰車型態:後半身 人形型態:背包）和強攻型Vector 無人機α、β（戰車型態:下身、前半身 人形型態:下半身、武器）合體而成。當初桐生與NESTA兩人駕駛時為二機合體。但現代之時因力量不足之下以新型Vector Machine漆號機（強攻型Vector 無人機α）跟捌號機（強攻型Vector 無人機β）兩架機體加入組合後得以補足。最後以桐生的因子繼承者的總及舞亞（NESTA）搭乘其中，使得神話之力再次復活。另外人形型態可由戰車型態變形。
必殺技為“総零”
- Aquarion「創聲語靈」[7]

為Aquarion「語靈」的究極創聲合體型態，融合了餓號機的金黃色光輝機體。
必殺技為“無限剣”【月銀 舞亜的（舞）字變異為（無）字，灰吹 陽的（陽）字+月銀 舞亜的（銀）字，取各半邊形成（限）字，最後加上剣嵜 総的（剣）字】、“無総陽月剣”【灰吹 陽的（陽）字，月銀 舞亜的（月）字和（舞）字變異為（無）字，剣嵜 総的（剣）字和（総）字】

#### 五機合體
- Aquarion「天」[8]

合體之時的發聲為「拯救」
由 Vector 餓 （上半身）和 Vector 3 （前肢） 、Vector 4 （下身）、Vector 5 （後足）、 Vector 6 （後半身）合體而成。當初對戰M.J.B.K「無」之時就有這種多重機體合體的預兆出現，是從合體必殺技“天空永龍王音”中得知。其胸口可以打開，取出由文字具現化而成的武器。型態外觀會直接地想到半人半獸的半人馬，疑似當年將Aquarion LOGOS封印的巨兵。
第24話時，改由陽駕駛餓號機，其他四架改由自動控制出擊並進行合體，與總所駕駛的Aquarion「語靈」進行最終決戰。
必殺技為“電晄石花”【M.J.B.K「電」的（電）字，灰吹 陽的「陽」右上+「灰」下半的（火）字變異為（光）字而形成（晄）字，岩上 笑子的（岩）字下半部的（石）字，最後加上海凪 花嵐的（花）字】、“火吹斬”

## 用語
世界創聲力機構（DEAVA）
全稱為Division of EArth Verbalism Ability（DEAVA），是為了回避文字文化的危機而組成的國際機構。目的主要是以創聲力來解決由LOGOS WORLD發生的文字的異常事件。
現時，由於文字的異常事件集中發生於漢字文化圈，日本政府在獲得DEAVA日本分部的支援下得以應對。而對其他言語圏，DEAVA則密切關注其未來。
內斯塔（NESTA）
對全部言語圏皆擁有影響力的巨大IT企業，其設立是建基於管理人類所擁有的文字情報這宏偉的理念。
作為一間提供各種互聯網服務的公司，近年開始踏入並著重於重工業和基因研究的領域，以拓展其業務。
總公司位於西新宿NESTA塔。
阿佐谷
過去有很多偉大的作家及文人居住、創聲力滿溢的地方。
DEAVA日本分部的所在地，同時M.J.B.K的影響力於此地會被減少。
白箱（SHIROBACO）
位於阿佐谷動漫街的一家咖啡廳，而實際情況則是DEAVA日本分部負責養育各種關於聲音及文字方面人才的創聲能力者養成組織所在地。
創聲力（そうせいりょく）
以文字和聲音作媒介，以引出萬物真理的力量。本來，文字與真理有著密切的關係，但由於文字文化的發達，其關係逐漸變薄。
創聲之書
由剣嵜荘厳所挖掘出來的神祕書籍，能夠給眼前的人或現象施加絕對性的力量，另外透過此書，可產生出M.J.B.K及文字具現化。
LOGOS石碑
與創聲之書一起被挖掘出來的神祕物，後被DEAVA獲取及秘密收藏起來，在石碑的結界周圍之內，創聲之書的能力無法發動。
後得知其如同M.J.B.K一樣能夠吞噬文字概念。
LOGOS WORLD
在文字誕生之時，“人的意志”與“萬物的真理”之間所產生的干涉空間。也就是所謂的“文字的世界”。近年來因為網路過度發達，造成「無意義的文字」爆發性增加，也同時為LOGOS WORLD持續膨脹的主要原因。
M.J.B.K
英文全稱為“Menace of Japanese with Biological Kinetic energy ”，M.J.B.K是它的略稱。為LOGOS WORLD內部異常現象所產生的變異文字怪物。在M.J.B.K的影響之下文字歪曲了本意，並且使現實世界產生相關的異常現象。同時在M.J.B.K的影響之下會使得文字侵蝕率上升，逐漸地讓文字喪失本身的意義，最嚴重的情況會是文字概念因此消失在世界上。一旦文字被完全侵蝕掉的話，會嚴重地影響歷史及文化的延續傳承，造成從根本上的崩潰。
Aquarion所裝備的常規武器雖然對它傷害性較低卻很有效，不過給予最後一擊的關鍵還是在於創聲力。即使不是像無限拳這一種必殺技能，任何將其形成的文字抵銷的變異言词也是能將其消滅。
古代文字文明
由莊嚴所挖掘出來的古代文明，在一萬兩千年前曾經興盛過。
文字戰爭
一萬兩千年由古代文字文明所發動的大型戰爭。
由聲音為「真理的世界」的連繫關鍵的信奉者與文字使用者之間所起的爭端。儘管前者投入了有著「殺戮的天使」別稱的Aquarion Logos，卻還是由後者獲得勝利。
當時戰爭的樣子有被描繪下來並被後世挖掘出來，但實際的過程內容卻未有相關描述。
Aquarion Logos
由桐生與他的戀人NESTA所操縱的被文字戰爭所終結的存在 ，也是本作的標題名稱。
莊嚴為了擁有桐生與NESTA的力量，領養應該會成為桐生存在的繼承人的總，使其造就作為NESTA複製品的舞亞。
另外，動畫後半部的過場畫面則是以日文漢字「天空永龍王音語靈」表示。

## 電視動畫

### 製作人員
- 原作：河森正治、SATELIGHT
- 監督：佐藤英一
- 監督助理：築紫大介
- 系列構成：熊谷純
- 劇本：熊谷純、綾奈由仁子、望月真裡子
- 角色設計、總作畫監督：豆塚隆
- 角色設計助理、道具設計、總作畫監督：西野文那
- 服裝原案：江端里沙
- Aquarion設計：Stanislas BRUNET
- 機械設計：池田幸雄
- 機械道具設計：高倉武史
- M.J.B.K設計：宮崎真一
- CG製作：青谷崇司
- CG導演：後藤浩幸
- 主動畫師：小田武士、下條祐未
- 美術設定：藤瀨智康
- 美術監督：森元茂
- 筆文字設計：櫻井静城
- 色彩設計：高木雅人、手倉森咲子
- 攝影監督：高山祐一
- 剪輯：兼重涼子
- 音樂：R．O．N
- 音響監督：清水洋史
- 音樂製作：flying DOG
- 動畫制作：SATELIGHT、C2C
- 製作：Project AQUARION LOGOS（KADOKAWA、SATELIGHT、加賀電子、AT-X、飛犬、電通、東京都會電視台、萬代、萬代南夢宮娛樂、Sony Music Communications、Horipro）

### 主題曲
片頭曲 
「darlin'」（第1~16話）
作詞：Gabriela Robin，作曲、編曲：菅野洋子，主唱：May'n
（第17~26話）
作詞：Gabriela Robin，作曲、編曲：菅野洋子，主唱：May'n
片尾曲
（第1~16話）
作詞、作曲、編曲：清竜人，主唱：千菅春香
（第17~26話）
作詞：東京かくれんぼ，作曲：鈴木裕明，編曲：NAOKI-T，主唱：May'n featuring 千菅春香
插曲
（第6話）
作詞、作曲、編曲：R・O・N，主唱：海凪花嵐（小澤亜李）
（第10、22話）
作詞、作曲：May'n，編曲：R・O・N，主唱：綺聲神心音（千菅春香）
（第25話）
作詞：Gabriela Robin，作曲、編曲：菅野洋子，主唱：AKINO with bless4
（第25話）
作詞：岩里祐穗，作曲、編曲：菅野洋子，主唱：AKINO

### 各話列表
| 話數 | 日文標題 | 中文標題                 | 劇本       | 分鏡                    | 演出                       | 作畫監督 | 總作畫監督      | 登場的 M.J.B.K | 播放日期      |
| ---- | -------- | ------------------------ | ---------- | ----------------------- | -------------------------- | --- | --------------- | -------------- | ------------- |
| 1    |          | 吶喊！創聲合體           | 熊谷純     | 佐藤英一                | 高島大輔                   | 長坂寬治、大河內忍 山門郁夫（動作）                                                                                   | 豆塚隆          |                | 2015年 7月3日 |
| 2    |          | 照耀！意志之光           | 熊谷純     | 佐藤英一                | 佐藤清光                   | 西野文那 | 豆塚隆          |                | 7月10日       |
| 3    |          | 奏響！只屬於我的夢想     | 熊谷純     | 筑紫大介                | 筑紫大介                   | 鹽川貴史、佐藤篤志 高橋和也、長坂寬治                                                                                 | 豆塚隆          |                | 7月17日       |
| 4    |          | 射出！穿心之箭           | 熊谷純     | 矢吹勉                  | 矢吹勉                     | | 西野文那        |                | 7月24日       |
| 5    |          | 取回！我們的夏天         | 綾奈由仁子 | 永居慎平                | 玉田博                     | 田邊謙司 | 豆塚隆          |                | 7月31日       |
| 6    |          | 點亮！自身的強大         | 熊谷純     | 高橋英俊                | 高橋英俊                   | 鈴木祥子 | 西野文那        |                | 8月7日        |
| 7    |          | 燃燒！救世之炎           | 熊谷純     | 三浦和也                | 高橋順                     | 安田祥子、森悅史 池原百合子                                                                                           | 豆塚隆          |                | 8月14日       |
| 8    |          | 貫穿！虫的顏面           | 熊谷純     | 佐藤清光                | 池下博紀                   | 早乙女啓、三島千枝 キムゼヒョン                                                                                       | 西野文那        |                | 8月21日       |
| 9    |          | 驅除！誘惑之影           | 熊谷純     | 佐藤英一                | 石川俊介                   | 山門郁夫、大河内忍 鯉川慎平                                                                                           | 山門郁夫 豆塚隆 |                | 8月28日       |
| 10   |          | 傳達！真正的聲音         | 望月真里子 | 宮尾佳和                | 清水一伸                   | 福永純一、鈴木祥子 河野繪美                                                                                           | 西野文那        |                | 9月4日        |
| 11   |          | 振翅！被束縛的羽翼       | 熊谷純     | 三浦和也                | 高島大輔                   | 鯉川慎平 | 豆塚隆          |                | 9月11日       |
| 12   |          | 交織！彼此的心           | 熊谷純     | 青山弘                  | 矢吹勉                     | キムゼヒョン、山田真也                                                                                                | 西野文那        |                | 9月18日       |
| 13   |          | 大勝利！我們的救世主     | 熊谷純     | 筑紫大介 三浦和也       | 筑紫大介                   | 長坂寛治、佐藤篤志 高橋和也、塩川貴史 大河内忍                                                                        | 豆塚隆          |                | 9月25日       |
| 14   |          | 袒露！最差勁的自己       | 熊谷純     | 岩本保雄                | 岩本保雄                   | キムゼヒョン、福永純一                                                                                                | 西野文那        |                | 10月2日       |
| 15   |          | 嗚呼！青春的歲月         | 熊谷純     | 永居慎平                | 永居慎平                   | 安田祥子、近藤瑠衣 夏瀬悠李、白石悟                                                                                   | 豆塚隆          |                | 10月9日       |
| 16   |          | 銘刻！宿命的傷口         | 熊谷純     | 添田和弘                | 池下博紀                   | キムゼヒョン、飯島弘也                                                                                                | 西野文那        | 不適用         | 10月16日      |
| 17   |          | 粉碎！理當討伐之物       | 熊谷純     | 西澤晋                  | 筑紫大介 佐藤英一 山門郁夫 | 長坂寛治、佐藤篤志 高橋和也、塩川貴史 大河内忍、坂本俊太 齋藤温子、福永純一 吉川巧介、山門郁夫                        | 山門郁夫 豆塚隆 |                | 10月23日      |
| 18   |          | 咆哮！正直的敗犬         | 熊谷純     | 高橋英俊                | 高橋英俊                   | 伊藤公崇 | 西野文那        | [ 12 ]         | 10月30日      |
| 19   |          | 戀愛！阿佐谷             | 綾奈由仁子 | 岩本保雄                | 大脊戸 聡                  | 鯉川慎平、鶴元慎子 長坂寛治、大河内忍 坂本俊太、塩川貴史 山門郁夫                                                     | 豆塚隆          | 不適用         | 11月6日       |
| 20   |          | 明悟！誕生的意義         | 熊谷純     | 佐藤清光                | 佐藤清光                   | キムゼヒョン | 西野文那        | 不適用         | 11月13日      |
| 21   |          | 悲壯！背德的合體         | 熊谷純     | 永居慎平                | 北川正人                   | 斉藤和也、近藤瑠衣 白石悟、木下由美子 坂本俊太                                                                        | 豆塚隆          | [ 13 ]         | 11月20日      |
| 22   |          | 聆聽！呼喚你的聲音       | 熊谷純     | いわもとやすお          | いわもとやすお             | 齋藤温子、松本昌代 齋藤寛、北條直明 キムゼヒョン、池下博紀 久高司郎、福永純一 山田英子、太田彬彦                      | 西野文那        | [ 14 ]         | 11月27日      |
| 23   |          | 復蘇！月夜的誓約         | 熊谷純     | 永居慎平                | 永居慎平                   | 鯉川慎平、鶴元慎子 馬場竜一、長坂寛治 佐藤篤志、高橋和也 大河内忍、坂本俊太 山門郁夫                                  | 豆塚隆          | [ 14 ]         | 12月4日       |
| 24   |          | 出擊！賭上我們的存在     | 熊谷純     | 高橋英俊 いわもとやすお | 佐藤清光                   | キムゼヒョン | 西野文那        | [ 15 ]         | 12月11日      |
| 25   |          | 聚集！期盼明天的聲音     | 熊谷純     | 三浦和也                | 高橋英俊                   | 齋藤温子、谷口亜希子 西野文那                                                                                         | 西野文那        | [ 15 ]         | 12月18日      |
| 26   |          | 永不終結！Aquarion LOGOS | 熊谷純     | 佐藤英一                | 筑紫大介 佐藤英一          | 鯉川慎平、鶴元慎子 塩川貴史、長坂寛治 佐藤篤志、高橋和也 大河内忍、坂本俊太 山門郁夫、キムゼヒョン 齋藤温子、西野文那 | 豆塚隆          | 不適用         | 12月25日      |

## BD / DVD
| 集數 | 發售日（日本） | 收錄話數                                 | 規格產品編號 | 規格產品編號 |
| 集數 | 發售日（日本） | 收錄話數                                 | BD           | DVD          |
| ---- | -------------- | ---------------------------------------- | ------------ | ------------ |
| 1    | 2015年10月28日 | 第1話 - 第2話 『創勢大天使EVOL』未剪版本 | ZMXZ-10211   | ZMBZ-10221   |
| 2    | 2015年11月25日 | 第3話 - 第6話                            | ZMXZ-10212   | ZMBZ-10222   |
| 3    | 2015年12月25日 | 第7話 - 第10話                           | ZMXZ-10213   | ZMBZ-10223   |
| 4    | 2016年1月27日  | 第11話 - 第14話                          | ZMXZ-10214   | ZMBZ-10224   |
| 5    | 2016年2月24日  | 第15話 - 第18話                          | ZMXZ-10215   | ZMBZ-10225   |
| 6    | 2016年3月23日  | 第19話 - 第22話                          | ZMXZ-10216   | ZMBZ-10226   |
| 7    | 2016年4月27日  | 第23話 - 第26話                          | ZMXZ-10217   | ZMBZ-10227   |

## Web Radio
標題為『Radio「創聖的大天使LOGOS」創聲部』的Web Radio節目在HiBiKi Radio Station（页面存档备份，存于）播送。每周星期四更新。由安達勇人（剣嵜総的CV）、小澤亜李（海凪花嵐的CV）、千菅春香（綺声神心音的CV）擔任主持人。